# Leo van Heijningen

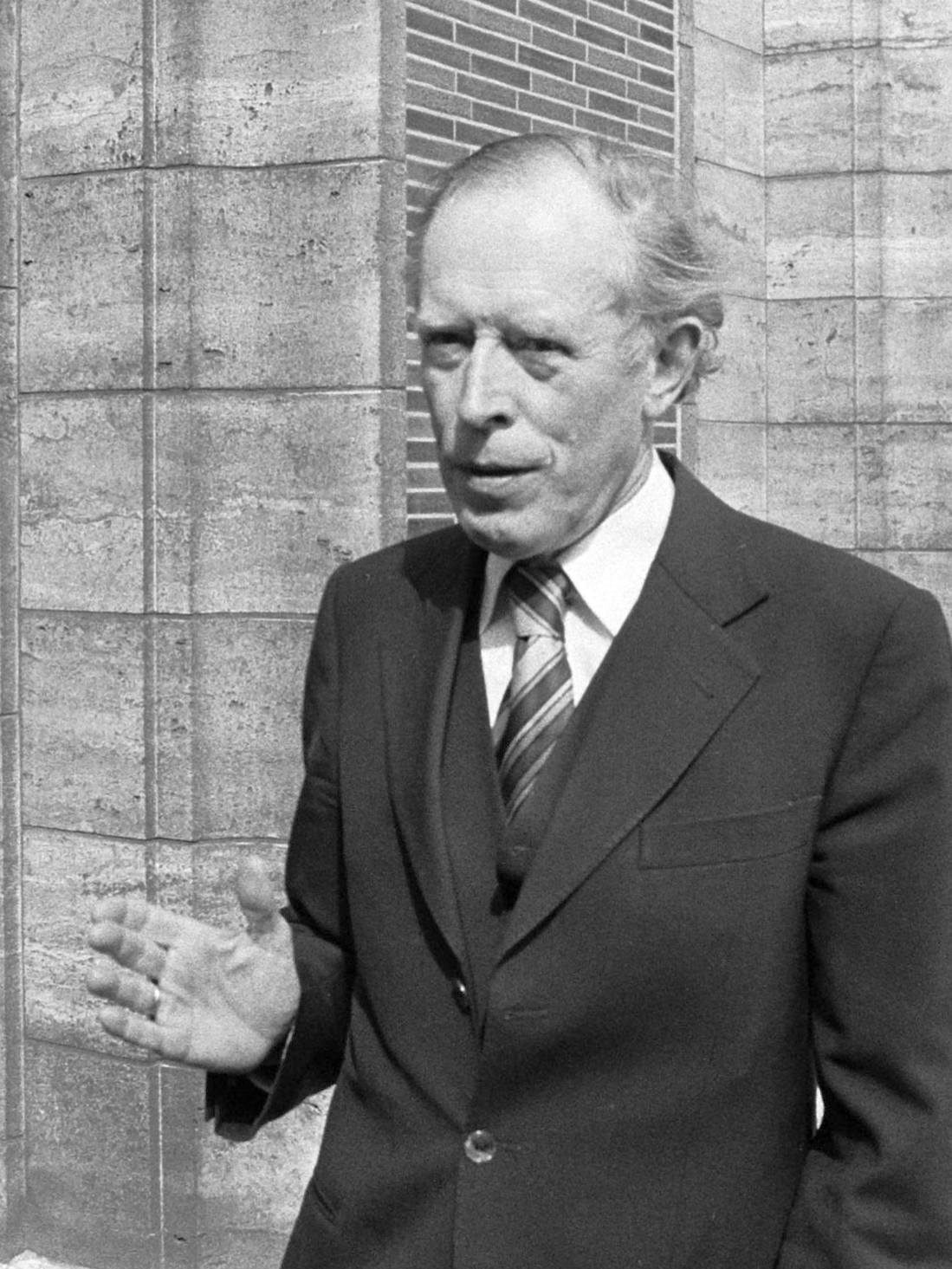
Leo van Heijningen (1979)

Leonardus A. (Leo) van Heijningen (Den Haag, 24 mei 1919 – aldaar, 9 juni 2008) was een Nederlands advocaat. Hij werd landelijk bekend als verdediger van de oorlogsmisdadiger Pieter Menten.

## Carrière
Van Heijningen was sinds 1949 advocaat in Den Haag. Hij was voornamelijk civielrecht-advocaat en stond bijvoorbeeld in de jaren vijftig dominees bij die geen AOW-premie wilden betalen en in de jaren zestig winkeliers uit de Spuistraat die door projectontwikkelaar Reinder Zwolsman uit hun panden dreigden te worden gezet. Daarnaast verdedigde hij als strafrecht-advocaat onder andere in de jaren zestig de vrije boeren van Hollandscheveld (zie Boerenopstand) en een Haagse demonstrant die de toenmalige Amerikaanse president Lyndon B. Johnson voor "moordenaar" had uitgekreten.
Eind jaren zeventig werd hij bekend als verdediger van de oorlogsmisdadiger Pieter Menten. Menten was naar Van Heijningen doorverwezen door de rechter-commissaris, nadat andere advocaten hadden geweigerd hem te verdedigen. De journalist Hans Knoop verklaarde later dat Menten niet zou zijn veroordeeld als deze een betere advocaat had gehad. Van Heijningen bracht deze kwestie met succes bij de Raad voor de Journalistiek; Menten was in eerste instantie vrijgesproken en toen hij ten slotte in 1980 toch werd veroordeeld was Van Heijningen, die Menten na cassatie bij de Hoge Raad had vrijgekregen, niet langer diens advocaat.
Later verdedigde Van Heijningen het Tweede Kamerlid Hans Janmaat (Centrum Democraten). Hierop werd in linkse kringen verondersteld dat Van Heijningen dan wel een racist of een fascist moest zijn, waarna de gevel van zijn woning aan de Koninginnegracht werd beklad door extreemlinkse activisten. Volgens eigen zeggen had Van Heijningen Janmaat overigens tweemaal als cliënt afgewezen, maar nam hij de verdediging uiteindelijk op zich, omdat niemand anders hem wilde verdedigen en omdat hij geloofde in de rechtsstaat en het recht op verdediging voor eenieder.
Naast zijn advocatenpraktijk hield Van Heijningen zich bezig met het schrijven van boeken. Hij woonde in de Archipelbuurt in Den Haag en was een betrokken wijkbewoner en een schrijver met grote historische kennis van Den Haag en de Archipelbuurt in het bijzonder. Ook publiceerde hij een boek over de geschiedenis van en rond de Haagse Hofvijver. In 2006 kreeg hij van de gemeente de Haagse Stadspenning.

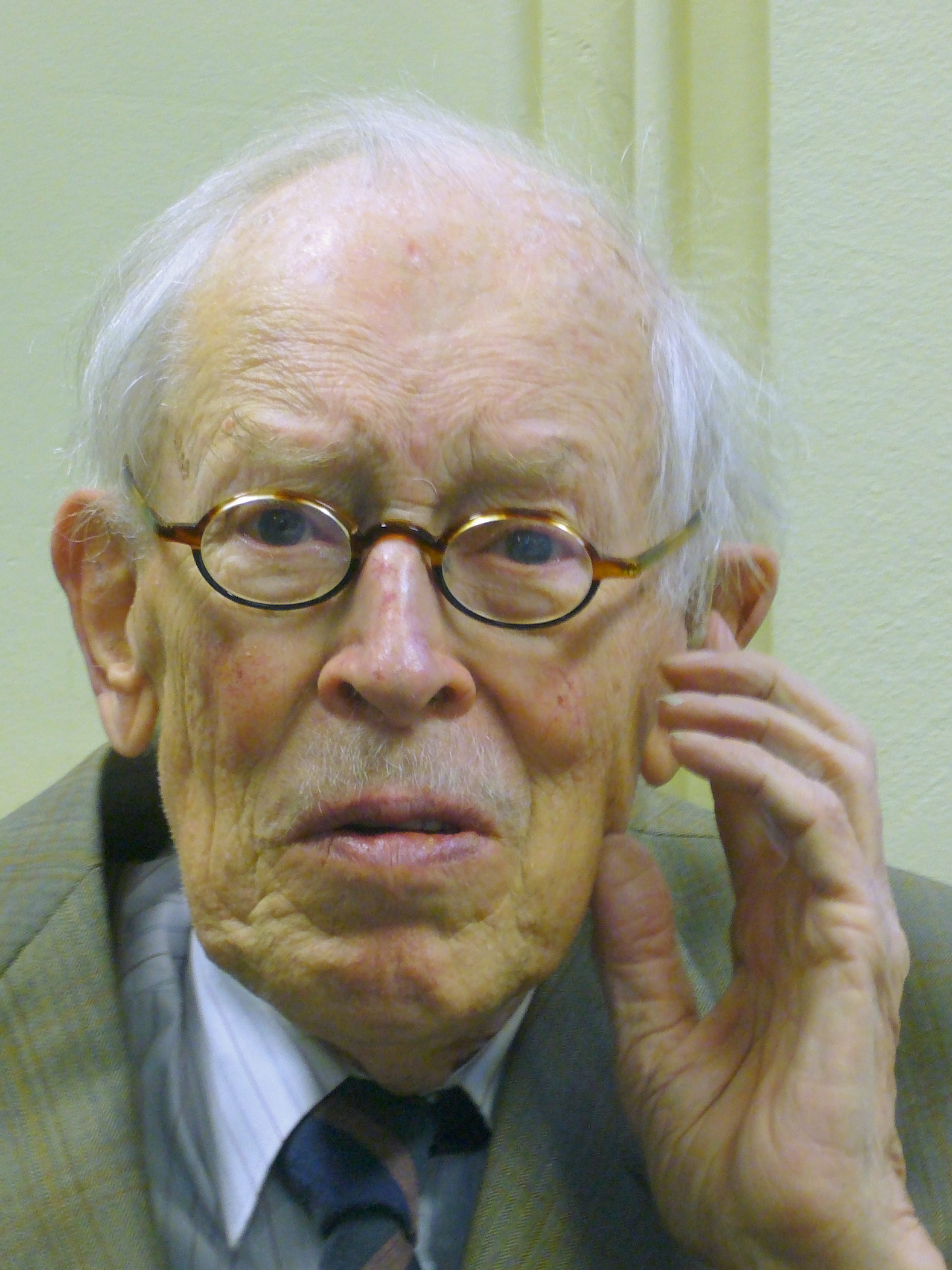
Leo van Heijningen in 2008

Per 1 januari 2008 staakte Leo van Heijningen na 57 jaar zijn praktijk. Hij overleed ruim vijf maanden later op 89-jarige leeftijd in zijn woning, na een kort ziekbed en werd op 14 juni begraven op de Algemene Begraafplaats.
Van Heijningen was gehuwd. Zijn zoon Rupert van Heijningen is eveneens advocaat; zijn dochter Eva van Heijningen is actrice. Ook zijn kleinzoon Erik van Heijningen (1991) is acteur.

## Politiek
Van Heijningen had politieke aspiraties. Hij was gelieerd aan Louis Rudolph Jules van Rappard, die op 4 februari 1971 de politieke partij Nederlands Appèl oprichtte ("Voor Fatsoen - Van Rappard"). Van Heijningen stond als tweede op de lijst voor de Tweede Kamerverkiezingen van 1971. Eerder was hij actief in Binding Rechts, een afsplitsing van de Boerenpartij. Op 18 mei 1968 sprak hij op de Landdag van het Gereformeerd Politiek Verbond waar de Slag bij Heiligerlee werd herdacht.